# IC 217
IC 217 = IC 1787 ist eine Spiralgalaxie vom Hubble-Typ Sc mit ausgedehnten Sternentstehungsgebieten im Sternbild Walfisch südlich der Ekliptik. Sie ist schätzungsweise 84 Millionen Lichtjahre von der Milchstraße entfernt und hat einen Durchmesser von etwa 55.000 Lichtjahren.

Im selben Himmelsareal befindet sich u. a. die Galaxie NGC 873.
Die Typ-IIb-Supernova SN 2014cl wurde hier beobachtet.
Das Objekt wurde am 7. Dezember 1893 vom französischen Astronomen Stéphane Javelle entdeckt.